# Південно-Сахалінська операція
Південно-Сахалінська наступальна операція (11—25 серпня 1945) — наступальна операція військ 16-ї радянської армії 2-го Далекосхідного фронту при підтримці Північно-Тихоокеанської флотилії на території південного Сахаліну у ході радянсько-японської війни.